# Железни-Брод
Железни-Брод (чеш. Železný Brod; ˈʒɛlɛzniː ˈbrot) историч. Айзенброд (нем. Eisenbrod) — город в районе Яблонец-над-Нисоу Либерецкого края Чехии. Население составляет около 6100 жителей. В районе Травники хорошо сохранилась народная архитектура, и он охраняется как памятник-заповедник.

## Административное деление

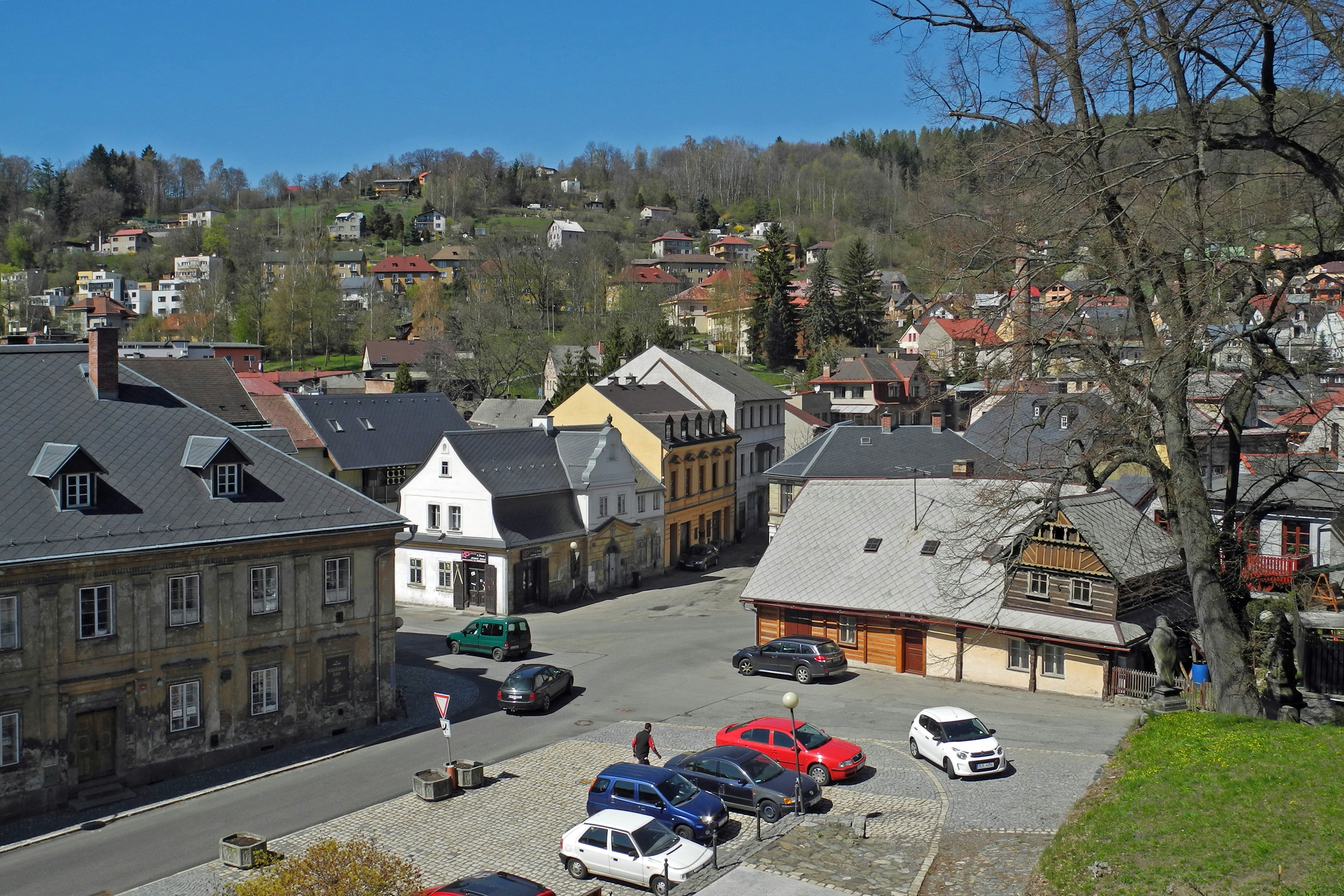
Вид на город.

В состав Железни-Брода входят деревни Бзи, Хлистов, Горска-Каменице, Груба-Горка, Йирков, Малая-Горка, Пелехов, Сплзов, Стржевельна, Теперже и Весели.

## География
Железный Брод находится примерно в 10 км к юго-востоку от Яблонца-над-Нисоу. Он расположен в предгорьях Крконошских гор. Самая высокая точка города находится на высоте 453 м над уровнем моря. Через город протекает река Йизера, в северной части города в неё впадает ручей Жерновник. Город является перекрестком туристических экспедиций в Крконоше, Йизерские горы и Чешский рай.

## История

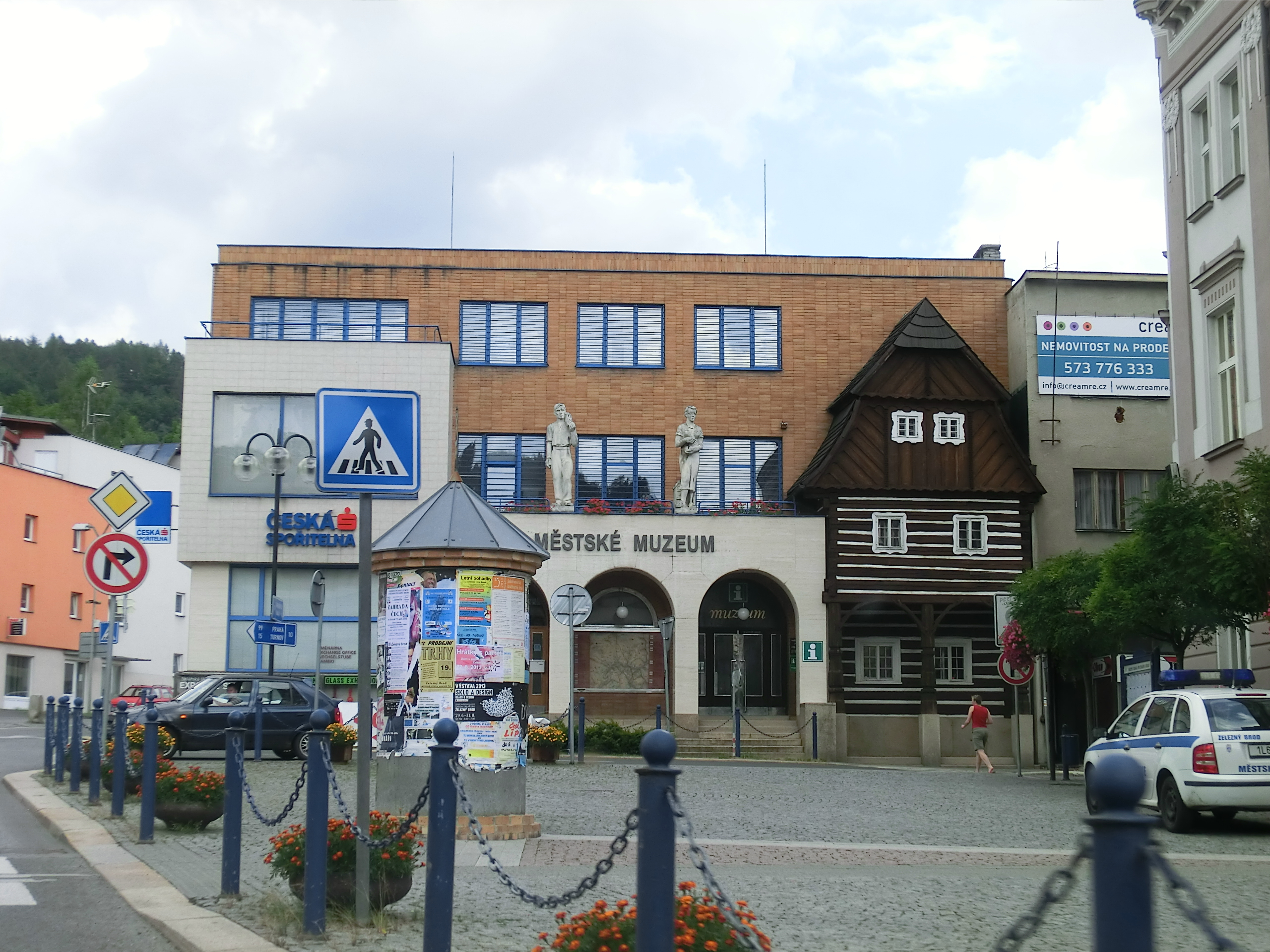
Городской музей.

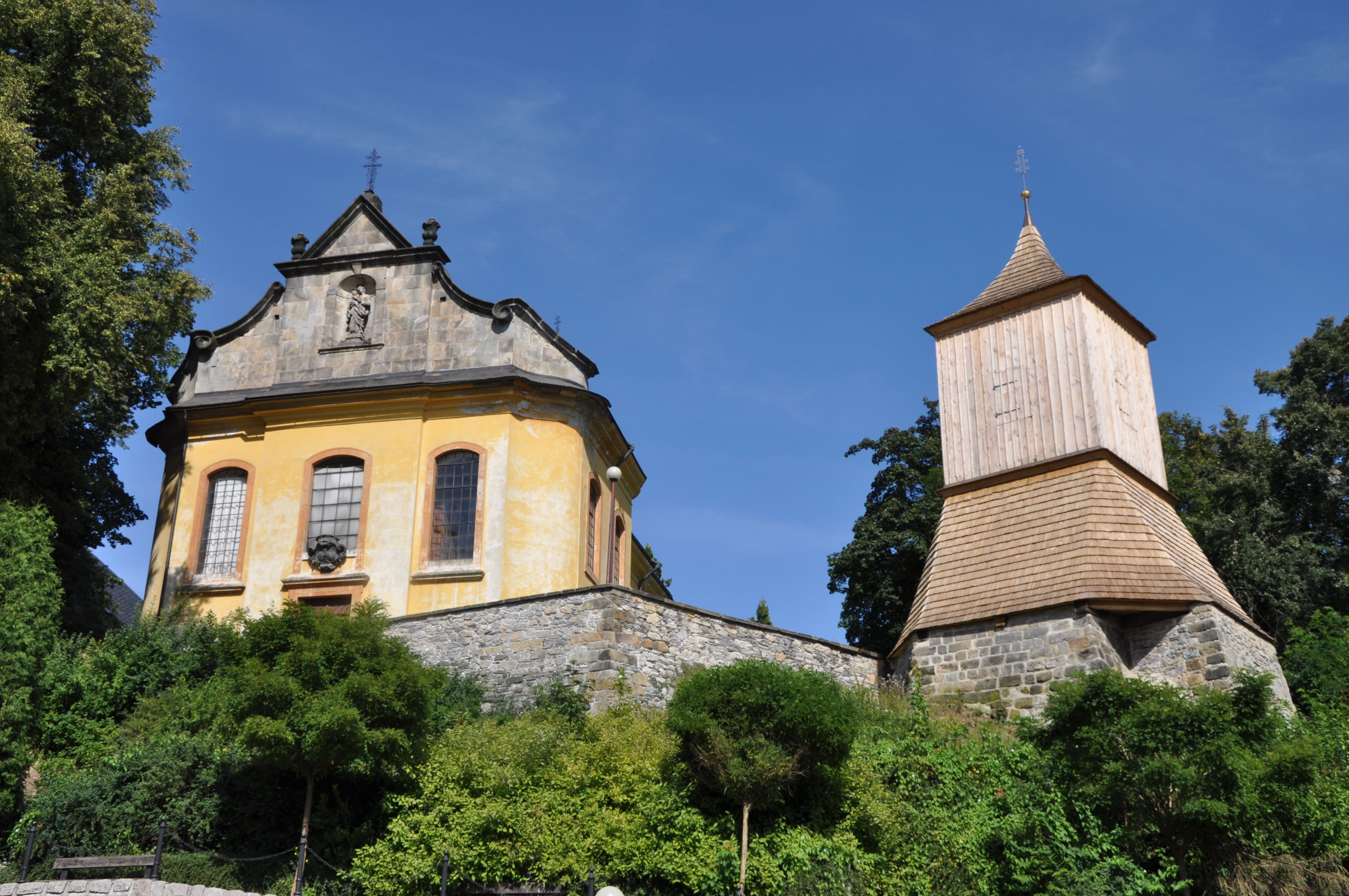
Церквоь святого Иакова Великого.

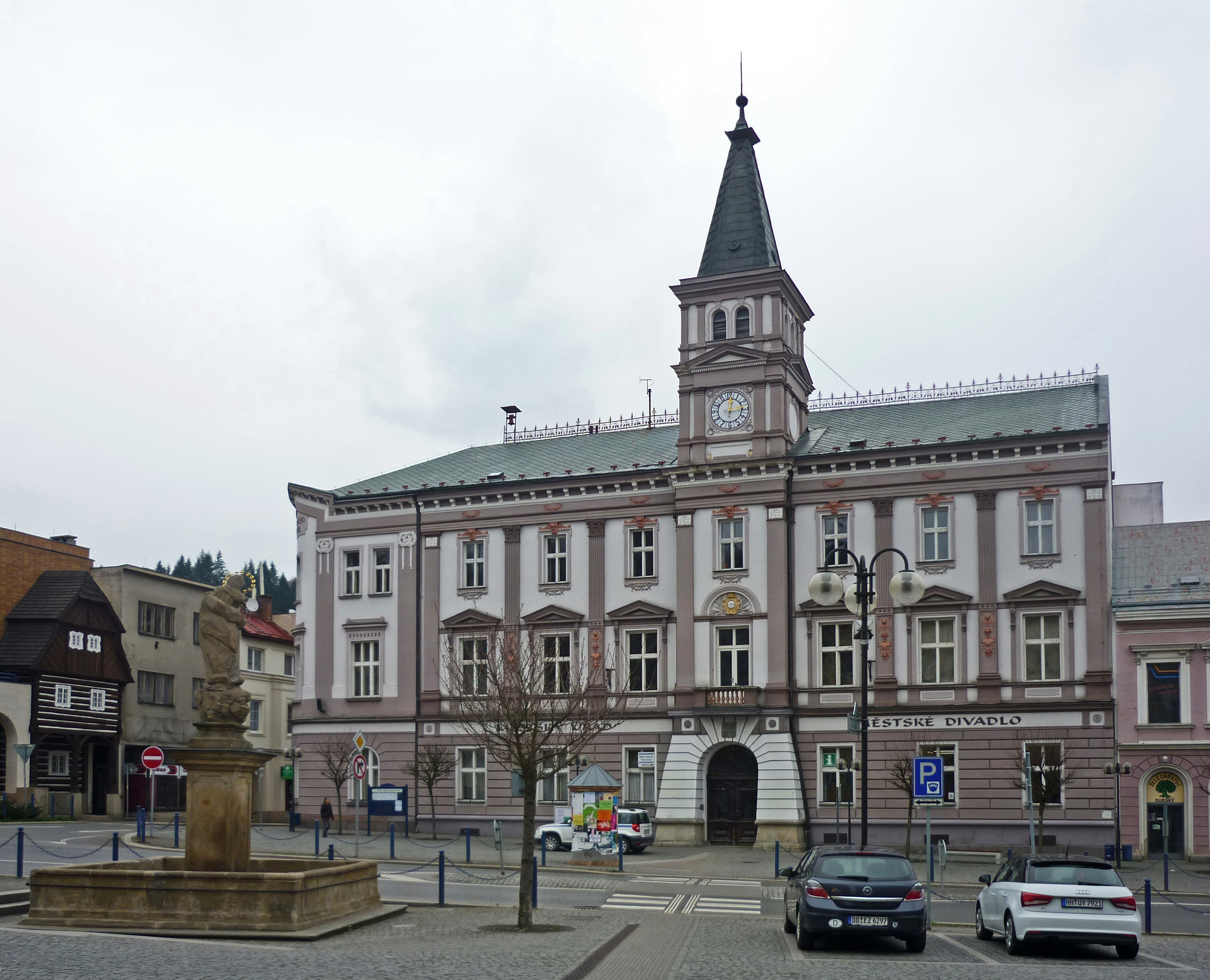
Городская ратуша.

Железный Брод был основан в XI или XII веке как поселение, названное «Брод» или «Бродек» (маленький брод). Первое письменное упоминание о нём датируется 1352 годом.
В 13 веке король Оттокар II дал деревне статус города. В 1468 году город сгорел, однако в 1501 году король Владислав II восстановил права города и подарил ему герб. Скорее всего, в то же время к его названию был добавлен «Железни» («железный»), отсылающий к городскому сталелитейному заводу.
В 1859 году Иоганн Либиг купил здесь большие участки земли, провел мелиорацию территорий у Йизеры, а в 1879–1896 годах построил хлопкопрядильные предприятия. Одновременно с ним была построена рабочая колония, а в 1912 году и заводская гостиница. После 1948 года предприятие стало частью государственной хлопчатобумажной фабрики. Одно из зданий было реконструировано в 2000-е годы и превращено под галерею в «Kotelna 1859».
В 1920 году здесь была основана Средняя художественная школа стекла. Благодаря ей Железни-Брод вскоре стал важным центром стекольной промышленности и искусства. Городской музей подробно знакомит с историей местного стеклоделия.
С 14 июня 2000 г у города появился свой флаг.

## Население
Результаты переписей населения по годам:
| Год  | Численность | Численность |
| ---- | ----------- | ----------- |
| 1869 | 5430        | [ 9 ]       |
| 1880 | 6107        | [ 9 ]       |
| 1890 | 6339        | [ 9 ]       |
| 1900 | 6185        | [ 9 ]       |
| 1910 | 6579        | [ 9 ]       |
| 1921 | 6152        | [ 9 ]       |
| 1930 | 6788        | [ 9 ]       |
| 1950 | 5170        | [ 9 ]       |
| 1961 | 5441        | [ 9 ]       |
| 1970 | 5663        | [ 9 ]       |
| 1980 | 7099        | [ 9 ]       |
| 1991 | 6826        | [ 9 ]       |
| 2001 | 6544        | [ 9 ]       |
| 2014 | 6319        | [ 10 ]      |
| 2016 | 6082        | [ 11 ]      |
| 2017 | 6070        | [ 12 ]      |
| 2018 | 6082        | [ 13 ]      |
| 2019 | 6069        | [ 14 ]      |
| 2020 | 6051        | [ 15 ]      |
| 2021 | 6011        | [ 16 ]      |
| 2022 | 5883        | [ 17 ]      |
| 2023 | 6079        | [ 18 ]      |
| 2024 | 6065        | [ 19 ]      |
| 2025 | 6043        | [ 20 ]      |

## Экономика
Промышленность города представлена ювелирами, а также производителями выдувного стекла, термометров и мелкой стекольной продукции.

## Транспорт
Железни-Брод расположен на железнодорожной линии, соединяющей Пардубице и Либерец.

## Достопримечательности
Городская ратуша в стиле неоренессанс была построена в 1890 году. В здании ратуши также расположены Городской театр и Городская галерея Властимила Рады. На первом этаже выставлен герб города.
В бревенчатом доме Белиште расположена этнографическая экспозиция Городского музея, посвященная истории Железни-Брода и его окрестностей. 
Клеменковско – бывший мещанский бревенчатый дом 1792 года, расположенный на городской площади. С 1936 года дом служил частью здания сберкассы. Сегодня дом является частью городского музея и содержит экспозицию местного стеклоделия и галерею Станислава Либенского и Ярославы Брыхтовой. 
Район Травники расположен в месте слияния рек Йизер и Жерновка. Он примечателен множеством памятников народной архитектуры, старыми неоклассическими и деревянными домами XVIII и XIX веков. Среди наиболее ценных домов – ампирные дома Гросовско и Кноповско. Костел Святого Иакова Великого в Травниках построен в конце 17 века, деревянная звонница рядом с костелом датируется 1761 годом. Здесь же находится Мини-музей стеклянных вертепов. 
Церковь Святой Троицы в Бзи – сельская церковь в стиле барокко. Она была построена в 1692–1697 годах и заменила собой старое деревянное здание.

## Известные люди
- Православ Рада (1923–2011), художник.
- Ярослава Брыхтова (1924–2020), современная художница.

## Города-побратимы
У Железни-Брода установлены побратимские отношения со следующими городами:
- Лауша, Германия
- Ольшина, Польша